# Avenue Docteur Edmond Cordier
L'avenue Docteur Edmond Cordier est une rue bruxelloise de la commune d'Auderghem qui relie l'avenue du Chant d'Oiseau à l'avenue des Paradisiers est longue d'environ 190 mètres. La numérotation des habitations va de 1 à 35 pour le côté impair et de 12 à 40 pour le côté pair.

## Historique et description
L'avenue fait partie du Den vogel sanc (Le chant d'Oiseaux) qui apparaît déjà sur la carte dessinée par J. Van Werden, en 1659.  
Les terrains où se trouve l'avenue faisaient partie de la propriété du docteur Cordier, qui y avait acheté le château Valduc en 1921. 
En 1955, peu de temps après son décès, une grande partie de la propriété fut lotie pour y tracer trois rues nouvelles. 
Le 2 décembre 1960, le conseil communal décida de donner à la plus grande d'entre elles le nom de place du docteur Edmond Cordier, en reconnaissance des grands services rendus à l'humanité, pendant une cinquantaine d'années.

### Origine du nom
La voie honore le Docteur Edmond Cordier (1876-1955).

## Situation et accès
| ___ | Ce site est desservi par la station de métro : Hankar. |

## Inventaire régional des biens remarquables
- Premier permis de bâtir (mis à part le château au n° 1) délivré le 5 juillet 1961 pour le n° 31.